# HIROKO TANIYAMA '80S
『HIROKO TANIYAMA '80S』（ヒロコ タニヤマ エイティーズ）は、谷山浩子のベストアルバム。
年代別コレクションシリーズの第2弾で、本作では1981年から1989年までの1980年代にリリースされた曲の中から選曲されている。
『HIROKO TANIYAMA '70S』と同様にこの期間にリリースされたシングルの収録曲にもアルバム未収録バージョンが多数存在したが、本作の選曲対象期間がスランプを脱した後の『時の少女』に続く時期であるためか、本作ではアルバム未収録バージョンを優先して収録する形となっている。そのため、一般的なベストアルバムとは若干趣が変わっており、ファンアイテム的な側面もある。
なお、1980年代のアルバム未収録曲については、既存のベストアルバム（「ブルーブルーブルー」収録の『THE BEST』）と本作の発売によって、全曲のCD化が実現された。

## 収録曲
シングルバージョンとアルバムバージョンの両方が存在する曲は、すべてシングルバージョンが使用されている。
1. てんぷら★さんらいず（シングルバージョン）
2. 地上の星座（シングルバージョン）(*)
  - 『カントリーガール』に収録されているバージョンとは若干異なる。
3. 風になれ ～みどりのために～（シングルバージョン）
4. サーカス
5. O YA SU MI (*)
  - 最終トラックの「おやすみ」とは完全に別の曲。元は高部知子への提供曲「おやすみ」。
6. ガラスの巨人（シングルバージョン）
7. 真夜中の太陽（アルバム『時の少女』バージョン）
8. あの子の愛した三毛猫 (*)
9. たんぽぽ
10. MAY（シングルバージョン）
11. DESERT MOON (*)
  - ごく僅かにシングル版よりピッチが低い。[1]
12. まっくら森の歌（アルバム『しっぽのきもち』バージョン）
  - NHK『みんなのうた』で使用されたものと同じバージョン。
13. メリーメリーゴーラウンド（シングルバージョン）(*)
14. Pyun Pyun
15. 鳥は鳥に
16. なおちゃん (*)
17. 銀河通信（シングルバージョン）(*)
18. おやすみ（シングルバージョン）(*)

(*)としたものは、本作で初めてCD化されたバージョン。「てんぷら★さんらいず」「風になれ ～みどりのために～」「サーカス」「たんぽぽ」は『谷山浩子 BEST SELECTION』、「ガラスの巨人」「MAY」「Pyun Pyun」は『谷山浩子スーパーベスト』が初CD化である。
- 作詞: 谷山浩子（8,11,15を除く全曲）、朝久義智（8）、Dennis De Young（11）、大島弓子・谷山浩子（15）
- 日本語詞: 谷山浩子（11）
- 作曲: 谷山浩子（6,10,11を除く全曲）、崎谷健次郎（6）、MAYUMI（10）、Dennis De Young（11）
- 編曲: 鳴海寛・山川恵津子（1,18）、平野孝幸（2,4,8）、鷺巣詩郎（3,11,16,17）、松下誠（5）、崎谷健次郎（6）、橋本一子（7,15）、倉田信雄（9）、大村雅朗（10,14）、乾裕樹・石井AQ（12）、川島裕二（13）